# سبيشسكا نوفا فيس
سبيشسكا نوفا فيس (بالسلوفاكية: Spišská Nová Ves)‏ مدينة في شرق سلوفاكيا وتتبع إقليم كوشيتسه.

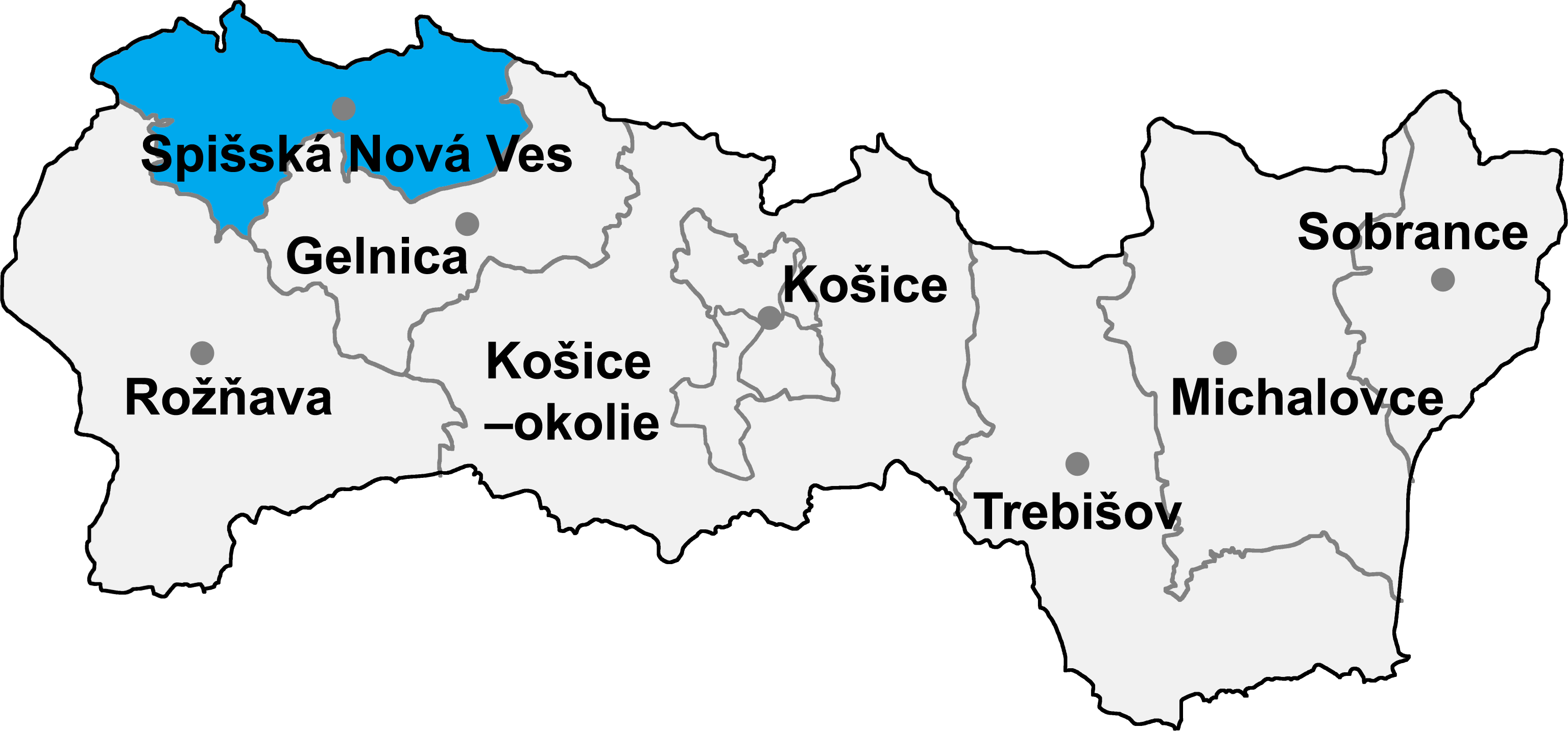
موقع سبيشسكا نوفا فيس في إقليم كوشيتسه

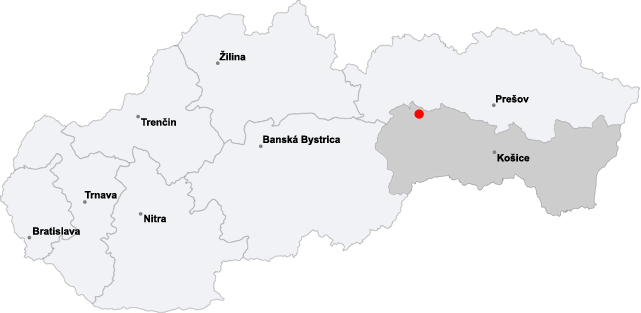
موقع سبيشسكا نوفا فيس في سلوفاكيا

## توأمة
لسبيشسكا نوفا فيس اتفاقيات توأمة مع كل من:
- Kisújszállás [الإنجليزية]‏
- آلسفلد
- كلاوستال تسيللرفيلد
- Grójec [الإنجليزية]‏
- هافليتشكوف برود
- جوينفيل
- ليجل منذ (2000 - )